# 水間まき
水間 まき（みずま まき、4月8日 - ）は、日本の女性声優。フリー。神奈川県横浜市出身。旧芸名：水間 真紀。

## 人物
以前はマウスプロモーション、メディアフォースに所属していた。
音域はD - B（レ - シ）、唄E - A（ミ - ラ）。
趣味は歌、ゲーム、らくがき、ぱんだ・毛ものなでり。特技はまき舌、指笛、レッツゴー拍子、エレクトーン。

## 出演
太字はメインキャラクター。

### テレビアニメ
1999年
- 今、そこにいる僕（子供）
- 星界の紋章（仲間）
- 名探偵コナン（子供A）

2000年
- 幻想魔伝 最遊記（少年）
- サイバーシックス（事務の女性、カップル・女）

2001年
- キャプテン翼（第3作）（2001年 - 2002年、井沢守）
- CLUSTER EDGE（子供たち）
- 真・女神転生デビチル（バジリスクA）

2002年
- パタパタ飛行船の冒険（サブリ）

2004年
- ぱずりーず（ぱぴ）
- 魔法少女隊アルス（サブ、ジャンヌ）

2005年
- ゴキブリちゃん（ゴキブリちゃん）
- ブラック・ジャック（キング）

2011年
- 未来日記（幼児）

2014年
- テンカイナイト（亀山トクサ / ヴァローン）

### OVA
- クイーン・エメラルダス（1999年、広を罵る女）

### 劇場アニメ
- 火の鳥 羽衣編（2004年、ズク子供時代）
- 映画 ベルセルク 黄金時代篇I 覇王の卵（2012年、アドニス）

### Webアニメ
- ゆけ!小英くん（2012年、中島くん 他）

### ゲーム
2000年
- スパイロ×スパークス トンでもツアーズ（宝石ネズミ、ファーン 他）
- ブブトンアタック（ブブトン）

2001年
- デ・ジ・キャラット ファンタジー（邪神少年）

2003年
- カンブリアンQTS（グリフス）
- 侍道2（主人公-女忍者）
- ボクらの太陽（太陽少年ジャンゴ）

2004年
- 続・ボクらの太陽〜太陽少年ジャンゴ〜（太陽少年ジャンゴ）

2005年
- Twelve〜戦国封神伝〜（サクロ、ユーリ、オニヒメ）
- フェイブル（男の子）
- 新・ボクらの太陽〜逆襲のサバタ〜（太陽少年ジャンゴ）
- ワイルドアームズ ザ フォースデトネイター（クリッター /  ジェーン・ドゥ〈ロゼ〉）

2006年
- 神業（狛獅子－中身）
- ボクらの太陽Django&Sabata（見習い銃士ジャンゴ、ローラ）

2007年
- ロックマンゼクス アドベント（アーゴイル）

2008年
- 侍道3（幸太）
- 白騎士物語 -光と闇の覚醒-（子供シーザー、ハピタル）

2016年
- ベルセルク無双（アドニス、民）

### 吹き替え

#### 映画
- IT ※NHK-BS2版
- エリック・ザ・バイキング/バルハラへの航海（ボアー少年）
- ギフト（ミラー・ウィルソン）
- グッドナイト・ムーン
- クルックリン（ウェンデル）
- ゲート・オブ・ファイア（ユーリ）
- コレクター（ナオミ・クロス）※ソフト版
- ザ・ネゴシエーター 交渉人（デモンド少年）
- 幸せの1ページ（エドモンド）
- シー・デビル（ニコレット）
- シティ・オブ・ゴッド（キキート）
- 至福のとき（息子）
- ジャック・ブル（ケージ）
- 自由な女神たち（クリス）
- 少林キッズ（チュンズ）
- ショコラ（バティスト）
- スパイキッズ（ブラット〈アンディー・W・ボズリー〉）※劇場公開版
- セレナ（少年のエイビー）
- 相続人（ジェフ・マグルーダー〈ジェシー・ジェームズ〉）※ソフト版
- チャンス・ボール（DP）
- ドクター・ドリトル（シャリス）
- ネバー・セイ・ダイ
- ハード・キャンディ（ブレンダ）
- バイバイ、ママ（10歳のエミリー）
- ブラボー火星人2000
- ペリカンマン（エミル）
- 僕が9歳だったころ（級長）
- ボクとマウミの物語（ソッキョン）
- ぼくのバラ色の人生（トム）
- マウス・ハント（ベッキー）
- マスク・オブ・ゾロ（ホアキン少年）
- ミート・ザ・ペアレンツ3（ヘンリー・フォッカー）
- Mr.&Mrs. スミス（ジュリー）
- ワンス・アポン・ア・タイム・イン・チャイナ/天地発狂（アニュウ）

#### ドラマ
- ER緊急救命室シーズンⅩ #13（ルディ 他）
- エバーウッド 遥かなるコロラド（デビッド）
- オール・ザット（カトリーナ・ジョンソン）
- 恋するパリジェンヌ 〜エリザはトップ・モデル〜（ナタリー）
- ザ・ホワイトハウス2（ジェフリー・マッキントッシュ）
- シェルビーの事件ファイル（ジョシー）
- スタートレック:ヴォイジャー（子供のトレス）
- ダークエンジェル
- チャームド 〜魔女3姉妹〜（小アンディ）
- 推奴 〜チュノ〜
- どこかでなにかがミステリー
- ナース・ジャッキー3
- 22世紀ファミリー フィルにおまかせ（ネイサン）
- 走れ!ケリー（フラット）
- フリークス学園（キム・ケリー〈ビジー・フィリップス）
- ボーイ・ミーツ・ワールド
- 愉快なシーバー家
- ロイヤルファミリー（ヤン・ギジョン）
- ロックフォードの事件メモ（キャンディス）

#### アニメ
- オーイェイ・カートゥーンズ（ティミー 他）
- かわうそファミリー（スクーチ）
- シュレック
- Sing×3♪ぼくら、バックヤーディガンズ!（オースティン）
- ノートルダムの鐘II
- バットマン
- バットマン・ザ・フューチャー（マット・マクギニス）
- ムーチャ・ルーチャ!（プルギッタ、校長）
- ローバー・デンジャーフィールド（ダニー）

### ボイスオーバー
- ナショナル ジオグラフィック

### ラジオCM
- 風雲児たち（坂本龍馬）

### その他コンテンツ
- 越後丘陵公園マスコットキャラクター（ころりん）
- コニカミノルタ マスコットキャラクター（ぷるっぽ）
- デビルコレクターズ（デビコ）
- 東京ディズニーランド「モンスターズ・インク“ライド＆ゴーシーク!」（リッキージュニア）
- プラネットワークスプレストーリー（ミューボ）
- ベネッセコーポレーション 教材（ロボマロ、金メダルマン、ラジー 他）
- プラネタリウム「魔法使いララの冒険」（モン次郎）